# 塞外平腹蛛
塞外平腹蛛（学名：Gnaphosa lesserti）为平腹蛛科平腹蛛属的动物。在中国大陆，分布于内蒙古等地。该物种的模式产地在内蒙古。